# Magalys Carvajal
Magalys Carvajal  é um  voleibolista veterana nascida em Cuba, posteriormente  naturalizada  espanhola,assim  como também atuou como treinadora de voleibol.

## Carreira
Fez parte da Seleção Cubana de Voleibol Feminino desde a categoria de base na qual conquistou vice-campeonato em 1989, perdendo para Seleção Brasileira de Voleibol Feminino, na qual foi derrotada pela equipe que tinha Andréia Marras. Integrou a vitoriosa seleção adulta de Cuba, conquistando Norseca, Pan-Americanos, Olimpíadas, Grand Prix, Copa do Mundo e demais torneios internacionais.Em clubes jogou no voleibol japonês, italiano e maior parte de sua carreira foi na Espanha. Em 1998 se naturaliza cidadã espanhola. Integrou a seleção espanhola feminina de voleibol em 2001 e 2002. Em setembro de 2010 atuou paralelamente como treinadora e jogadora no clube espanhol Feel Volley Alcobendas na Superliga Espanhola da 2ª divisão.

## Clubs
| Club                   | País    | De   | Até  |
| ---------------------- | ------- | ---- | ---- |
| Daiei                  | Japão   | 1995 | 1996 |
| Omnitel Modena         | Itália  | 1998 | 1999 |
| Tenerife Marichal      | Espanha | 1999 | 2002 |
| Hotel Cantur           | Espanha | 2002 | 2003 |
| Tenerife Marichal      | Espanha | 2003 | 2005 |
| Hotel Cantur           | Espanha | 2005 | 2006 |
| Hotel Cantur           | Espanha | 2008 | 2009 |
| Traysesa Santa Cruz    | Espanha | 2009 | 2010 |
| Feel Volley Alcobendas | Espanha | 2010 | 2011 |
| CV Cuesta Piedra       | Espanha | 2011 | 2012 |

## Títulos e Resultados
Seleção Cubana
- 1996-Vice-campeã (Xangai,  China)

### Clubes
Liga dos Campeões da Europa de Voleibol Feminino 
- 2004- Campeã ataundo pelo CV Tenerife

Supercopa Espanhola de Clubes de Voleibol 
- 2003- Campeã ataundo pelo CV Tenerife
- 2004- Campeã ataundo pelo CV Tenerife
- 2005- Campeã ataundo pelo CV Tenerife

Superliga Espanhola
- 2000- Campeã ataundo pelo CV Tenerife
- 2001- Campeã ataundo pelo CV Tenerife
- 2002 -Campeã ataundo pelo Hotel Cantur
- 2003- Campeã ataundo pelo CV Tenerife
- 2004- Campeã ataundo pelo CV Tenerife
- 2005- Campeã ataundo pelo CV Tenerife

Copa da Espanha 
- 2000- Campeã ataundo pelo CV Tenerife
- 2001- Campeã ataundo pelo CV Tenerife
- 2002-Campeã ataundo pelo Hotel Cantur
- 2004- Campeã ataundo pelo CV Tenerife
- 2005- Campeã ataundo pelo CV Tenerife

Copa Europeia de Clubes 
- 1999/2000-CV Tenerife
- 2000/2001-CV Tenerife
- 2001/20002-CV Tenerife
- 2002/2003-Hotel Cantur Las Palmas
- 2003/2004-CV Tenerife
- 2004/2005-Cv Tenerife
- 2005/2006-Hotel Cantur Las Palmas
- 2006/2007-Hotel Cantur Las Palmas

### Premiações Individuais
- Melhor  Bloqueio da Copa do Mundo de Voleibol Feminino de 1989
- Melhor  Bloqueio da Copa do Mundo de Voleibol Feminino de 1995

- Melhor  Bloqueio da Grand Prix de Voleibol de 1995